# جورج هينريخ ويبير
جورج هينريخ ويبير (بالألمانية: George Heinrich Weber) هو عالم نبات ألماني ولد في 27 يوليو 1752م في غوتينغن وتوفى في 1828. وكان أستاذاً في الطب في جامعة كيل